# East Conemaugh
East Conemaugh és una població dels Estats Units a l'estat de Pennsilvània. Segons el cens del 2000 tenia 1.291 habitants.

## Demografia
Segons el cens del 2000, East Conemaugh tenia 1.291 habitants, 588 habitatges, i 365 famílies. La densitat de població era de 1.780,2 habitants per quilòmetre quadrat.
Dels 588 habitatges en un 23,3% hi vivien nens de menys de 18 anys, en un 42,9% hi vivien parelles casades, en un 14,3% dones solteres, i en un 37,8% no eren unitats familiars. En el 35% dels habitatges hi vivien persones soles el 20,1% de les quals corresponia a persones de 65 anys o més que vivien soles. El nombre mitjà de persones vivint en cada habitatge era de 2,2 i el nombre mitjà de persones que vivien en cada família era de 2,84.
Per edats la població es repartia de la següent manera: un 19,3% tenia menys de 18 anys, un 7,1% entre 18 i 24, un 24,7% entre 25 i 44, un 23,7% de 45 a 60 i un 25,2% 65 anys o més.
L'edat mediana era de 44 anys. Per cada 100 dones de 18 o més anys hi havia 79 homes.
La renda mediana per habitatge era de 23.478 $ i la renda mediana per família de 30.357 $. Els homes tenien una renda mediana de 23.529 $ mentre que les dones 19.479 $. La renda per capita de la població era de 12.636 $. Entorn del 18,3% de les famílies i el 21,1% de la població estaven per davall del llindar de pobresa.

## Poblacions més properes
El següent diagrama mostra les poblacions més properes.